# Рихтер, Адриан
Адрианус Хендрикус Рихтер (африк. Adriaanus Hendrikus Richter; род. 10 мая 1966, Рудепурт, Трансвааль) — южноафриканский регбист, выступавший на позиции восьмого. Чемпион мира 1995 года в составе сборной ЮАР, капитан сборной в 1992—1995 годах.

## Биография
Окончил Университет Африканского Союза (африк. Randse Afrikaanse Universiteit). Известен по выступлениям за клуб «Блю Буллз» в чемпионате провинций ЮАР (137 матчей), южноафриканский клуб «Буллз» в Супер 12 и итальянский «Бенеттон Тревизо» в 1998—2001 годах. В составе сборной первую игру провёл 17 октября 1992 года против Франции в Лионе (победа 20:15). Сыграл три матча на победном для ЮАР чемпионате мира 1995 года, будучи капитаном сборной с 17 октября 1992 по 30 мая 1995 года: против Румынии (10 очков за счёт двух попыток), Канады (10 очков за счёт двух попыток) и Самоа (последний матч, 10 июня 1995, победа 42:14). Также привлекался к играм за сборную ЮАР по регби-7 на Гонконгском ежегодном турнире.

## Достижения
- Чемпион мира: 1995
- Чемпион Италии: 1998/1999, 2000/2001
- Обладатель Кубка Карри: 1987, 1988, 1991, 1998